# Megalobrama
 Megalobrama è un genere di pesce della famiglia Cyprinidae, composto da sei specie. La specie tipo è la Megalobrama skolkovii.

## Etimologia
Il nome Megalobrama deriva dalla parola  greca megalos, che significa "grande", e la parola dell'antico francese breme, un tipo di pesce d'acqua dolce.

## Specie
- Megalobrama amblycephala
- Megalobrama elongata
- Megalobrama mantschuricus
- Megalobrama pellegrini
- Megalobrama skolkovii
- Megalobrama terminalis